# Vùng liên bang Krym
Vùng liên bang Krym (tiếng Nga: Кры́мский федера́льный о́круг) là một vùng liên bang của Nga. Vùng được thành lập vào ngày 21 tháng 3 năm 2014 sau sự sáp nhập của Krym vào Liên bang Nga. Vùng bao gồm Cộng hòa Krym và thành phố liên bang Sevastopol, Ukraina tuyên bố chủ quyền đối với cả hai nơi này. Oleg Belaventsev được bổ nhiệm làm phái viên tổng thống. Trung tâm hành chính của vùng liên bang là Simferopol.
Vào ngày 28 tháng 7 năm 2016, Vùng liên bang Krym đã bị bãi bỏ và sáp nhập vào Vùng liên bang Phía Nam, để "tăng hiệu quả công việc của các cơ quan nhà nước liên bang".

## Chủ thể liên bang
| Vùng liên bang Krym | Vùng liên bang Krym | Vùng liên bang Krym | Vùng liên bang Krym  |
| #                   | Hiệu kỳ             | Chủ thể liên bang   | Trung tâm hành chính |
| ------------------- | ------------------- | ------------------- | -------------------- |
| 1                   |                     | Cộng hòa Krym       | Simferopol           |
| 2                   |                     | Sevastopol          | Sevastopol           |